# باشگاه فوتبال رایندورف آلتاخ
باشگاه فوتبال رایندورف آلتاخ (آلمانی: SC Rheindorf Altach) باشگاه فوتبال اتریشی است که در سال ۱۹۲۹ در التاچ بنیان‌گذاری شده‌است.
این تیم در حال حاضر در بوندس‌لیگا اتریش شرکت می‌کند.